# Sapere Aude (bevilling)
|  | Denne artikel omhandler det danske forskerstøtteprogram. Se Sapere aude for den latinske talemåde. |
Sapere Aude er navnet på Danmarks Frie Forskningsfonds (DFF's) talent- og karriereudviklingsprogram for talentfulde forskere. Programmet har eksisteret siden 2010 og består primært i økonomisk støtte til udvalgte forskere efter ansøgning. Programmet har navn efter den latinske talemåde Sapere aude, der betyder "Vov at vide". Støtteprogrammet har eksisteret i forskellige udformninger siden 2010. I 2024 uddeltes under programmet 234 millioner kr. til i alt 38 forskere, som hver fik ca. 6 millioner kr. til at udføre deres forskningsprojekter. De 38 modtagere var blevet udvalgt blandt i alt 336 ansøgninger.

## Udformning
Sapere Aude-programmet blev indført i 2010. Fuldt udbygget bestod det i 2012-2015 af tre forskellige virkemidler: "Forskertalent", "Forskningsleder" og "Topforsker". Fra 2017 bestod det kun af Forskningsleder-bevillinger, idet de to andre bevillingstyper blev afskaffet. "Topforsker"-bevillingerne nåede kun at blive tildelt en lille gruppe forskere og blev udfaset allerede i 2015. Forskertalent-ordningen var målrettet dygtige forskere på postdoc-niveau, der havde fået deres ph.d.-grad indenfor de sidste fire år. Forskningsleder-ordningen er beregnet på forskere, der har afsluttet et postdocforløb og har fået deres ph.d.-grad indenfor de sidste otte år, mens topforskerordningen var målrettet forskere på højeste internationale niveau.

## Størrelse
Støttebeløbene, der blev tildelt i forskningslederstipendier, udgjorde udgjorde gennemsnitligt 7 mio. kr. (inklusive overhead) i årene 2010-2016, mens beløbene til forskertalenterne var betydeligt mindre (620.000 kr.) Topforskerbeløbene udgjorde op til 12 mio. kr.

## Inspiration
Programmet var oprindelig inspireret af tilsvarende udenlandske forskerstøtteordninger, herunder ikke mindst det nederlandske Veni, Vidi, Vici-program.